# Opawa
Opawa (cz. Opavaⓘ, niem. Troppau) – miasto w Czechach, w kraju morawsko-śląskim, nad Opawą, przy granicy z Polską. Nieformalna stolica Śląska Czeskiego, którego zachodnia część nazywana bywa też Śląskiem Opawskim.

## Geografia
Miasto leży na Płaskowyżu Głubczyckim na wysokości około 257 m n.p.m. 
Przez miasto płyną rzeki Opawa i Morawica, prawy dopływ Opawy.

## Nazwa
Po śląsku: Uopawa, staropolskie Tropawa.
Niemiecka nazwa Opawy, Troppau, powstała z wyrażenia „nad Opawą” an der Oppau: ndr + Oppau = Troppau.
W roku 1613 śląski regionalista i historyk Mikołaj Henel z Prudnika wymienił miejscowość w swoim dziele o geografii Śląska pt. Silesiographia podając jej łacińskie nazwy: Oppavia, Troppavia.

## Historia
Założona jako gród śląskiego plemienia Golęszyców. Najstarsza pisana wzmianka o osadzie pochodzi z roku 1195. W dokumencie wydanym przez Przemysła I w 1224 występuje już jako organizm miejski; w 1244 wzmiankowany jest dekanat opawski diecezji ołomunieckiej. W roku 1253 doszło w Opawie do interwencji i najazdu Daniela Halickiego, który zaangażował się w sprawy sukcesji austriackiej po stronie Beli IV. Pod koniec XIII wieku dotarła do miasta i w górskie i podgórskie obszary księstwa opawskiego znacząca fala osadnictwa niemieckiego z Turyngii, Frankonii i Westfalii (np. Herburtowie), tym niemniej miasto pozostawało jednak otoczone głównie przez czeskie (laskie) wsie starszego morawskiego osadnictwa nizinnego (tzw. Laszczyzna).
W latach 1269–1456 stolica samodzielnego księstwa wydzielonego z Margrabstwa Moraw rządzonego przez Przemyślidów (z przerwą 1308-1318). Księstwo to od 1318 r. stało się samodzielnym dziedzicznym lennem Korony Czeskiej, okresowo inkorporowanym do Królestwa Czech. Z czasem obszar księstwa coraz bardziej grawitował ku sąsiednim, rządzonym przez Piastów, księstwom śląskim. Od 1337 w unii personalnej z Raciborzem (księstwo raciborsko-opawskie). Co najmniej od końca XV wieku było uważane za część Górnego Śląska.
W średniowieczu była ośrodkiem produkcji rolnej i rzemieślniczej. Posiadała dwa place targowe oraz trzy bramy miejskie: Hradecką, Jaktarską i Raciborską (niezachowane). W 1428 roku spustoszała w wyniku wielkiego najazdu husyckiego Prokopa Wielkiego. Więcej szkód jednak wyrządził pożar miasta w 1431 r. 
W XVI wieku ośrodek Reformacji. Od 1613 do 1918 miasto i księstwo było w rękach Liechtensteinów. W czasie wojny trzydziestoletniej była zajęta przez Duńczyków i Szwedów. W 1659 definitywnie stało się częścią Śląska, co zostało pozytywnie przyjęte przez opawskie mieszczaństwo, ale spotkało się z oporem stanów szlacheckich. Po wojnach śląskich od 1742 r. Opawa stała się centrum Śląska Austriackiego. Od 1860 obradował tutaj także śląski Sejm Krajowy. Od 1805 r,. działa w Opawie Teatr Śląski. W 1814 r. w Opawie powstało najstarsze po Cieszynie muzeum na ziemiach czeskich. W dniach 23 października-24 grudnia 1820 odbył się w Opawie drugi kongres Świętego Przymierza, w czasie którego uzgodniono zwalczanie dążeń konstytucyjnych w Europie. Od 1834 po zburzeniu murów miejskich powstały wokół miasta rozległe założenia parkowe, wzorowane na wiedeńskich. W 1892 zburzono zrujnowany gotycki zamek i na jego miejscu postawiono gmach Śląskiego Muzeum Ziemskiego. Pod koniec XIX wieku jeden z ośrodków ruchu młodoczeskiego, stąd pochodził m.in. Petr Bezruč.
Według austriackiego spisu ludności z 1900 w 1408 budynkach w Opawie na obszarze 1091 hektarów mieszkało 26 748 osób, z tego 24879 mieszkańców było katolikami, 782 ewangelikami, 1047 wyznawcami judaizmu, 22114 było niemiecko-, 2604 czesko- a 598 polskojęzycznymi (z czego 206 żołnierzami, koszary liczyły w sumie 2154 osób). Do 1910 liczba mieszkańców wzrosła do 30762, z czego 29587 było zameldowanych na stałe, 27240 (92%) było niemiecko-, 2039 (6,9%) czesko-, a 274 (0,9%) polskojęzycznymi, 28379 (92,2%) było katolikami, 1155 (3,7%) ewangelikami, 1112 (3,6%) żydami.
W 1908 r. drużyna Cracovii rozegrała dwa mecze piłkarskie z Troppauer Sport Verein z Opawy. Mecze zakończyły się wynikami 5:2 dla Cracovii i 4:1 dla Troppauer. Mecze przeszły do historii polskiej piłki nożnej, ponieważ były jednymi z pierwszych spotkań zagranicznych polskich piłkarzy. W czasie I wojny światowej w mieście stacjonował Batalion Zapasowy Cesarskiego i Królewskiego 16 Pułku Strzelców dowodzony przez płk Ignacego Pika. 5 listopada 1918 r. żołnierze narodowości polskiej tego batalionu powrócili do Krakowa, gdzie stali się zalążkiem 20 Pułku Piechoty Ziemi Krakowskiej.
Po pierwszej wojnie światowej miasto krótkotrwale należało do Kraju Sudetów, którego było stolicą. Armia czechosłowacka zajęła Opawę 18 grudnia 1918. Miasto stało się w okresie międzywojennym silnym ośrodkiem niemieckich narodowych socjalistów. Od października 1938 było stolicą rejencji opawskiej Okręgu Rzeszy Kraj Sudetów, które wyjątkowo objęło również wszystkie czeskie miejscowości Śląska Opawskiego. 22 – 24 kwietnia 1945 Opawa w ramach tzw. operacji ostrawskiej została zdobyta przez 38 Armię pod dowództwem gen. Kiriłła Moskalenki i 1 Czechosłowackiej Samodzielnej Brygady Pancernej pod dowództwem ppłk. Vladimira Janko – znaczna część miasta uległa uszkodzeniu lub całkowitemu zniszczeniu. Po wojnie większość Niemców przymusowo wysiedlono na mocy dekretów Beneša.

## Polityka

### Podział miasta

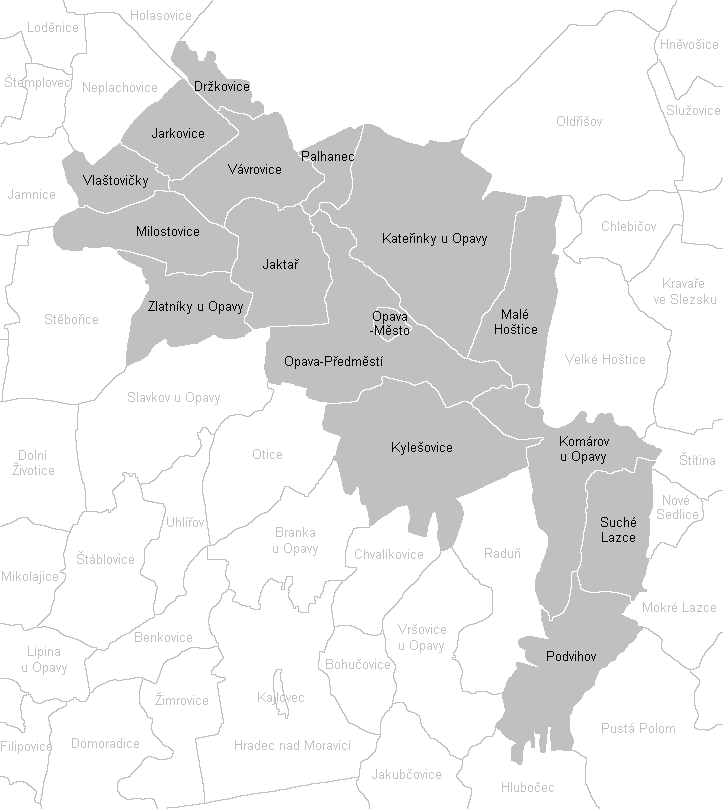
Gminy katastralne Opawy

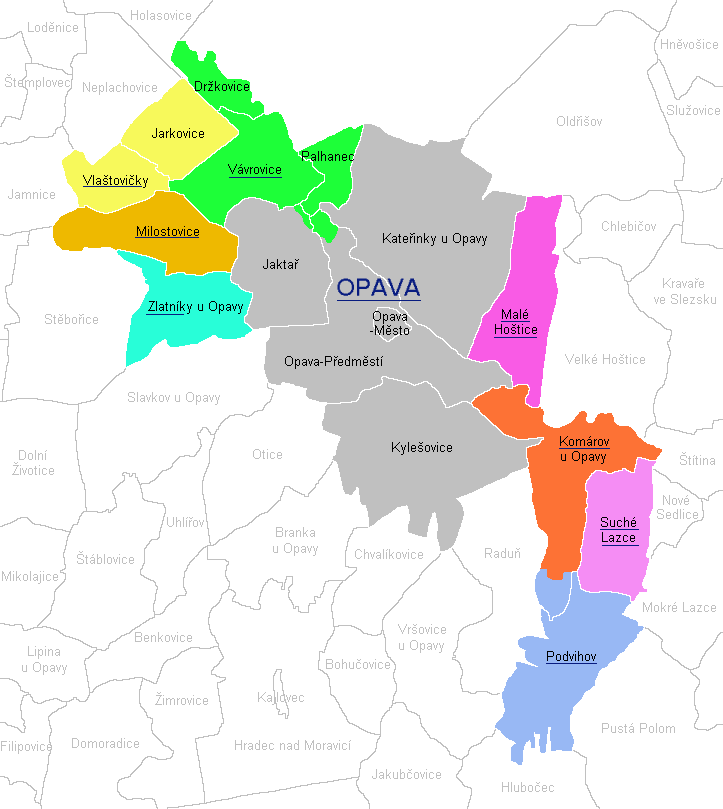
Dzielnice miasta

Ścisłe śródmieście nie jest podzielone na dzielnice i jest bezpośrednio administrowane przez miejski magistrat. Obwód ten tworzą:
- Opawa-Miasto (gmina katastralna Opava-Město),
- Przedmieście (Předměstí, Opava-Předměstí) bez osady Karlovec,
- Kateřinky (Kateřinky u Opavy),
- Kylešovice,
- Jaktař (większa część bez czterech domów);

Pozostała część miasta poza śródmieściem podzielona jest na osiem dzielnic:
- Komárov (gmina katastralna Komárov u Opavy, bez osady Komárovské Chaloupky, osada Kravařov),
- Malé Hoštice,
- Milostovice,
- Podvihov (gmina katastralna Podvihov i osada Komárovské Chaloupky),
- Suché Lazce,
- Vávrovice (Vávrovice ścisłe z czterema domkami Jaktařa, gminy katastralne Držkovice i Palhanec, osada Karlovec),
- Vlaštovičky (gminy katastralne Vlaštovičky i Jarkovice)
- Zlatníky;

W latach 1976–1991 częścią miasta była również gmina Chvalíkovice.
Pomimo iż Opawa była stolicą austriackiej części Śląska i pozostaje jednym z największym śląskich miast w Czechach niektóre dzielnice należały do enklaw morawskich, licznie występujących w tej części Śląska. Są to Kravařov, Suché Lazce, Vlaštovičky i Jaktař.

### Współpraca międzynarodowa
Miasta partnerskie
- Rosja: Kamyszyn
 Polska: Racibórz[8], Katowice[9]
 Niemcy: Roth
 Słowacja: Liptowski Mikułasz
 Japonia: Tsukuba
 Grecja: Preweza
 Holandia: Delft
 Dania: Holstebro
 Austria: Poysdorf
 Nikaragua: Estelí

## Komunikacja miejska

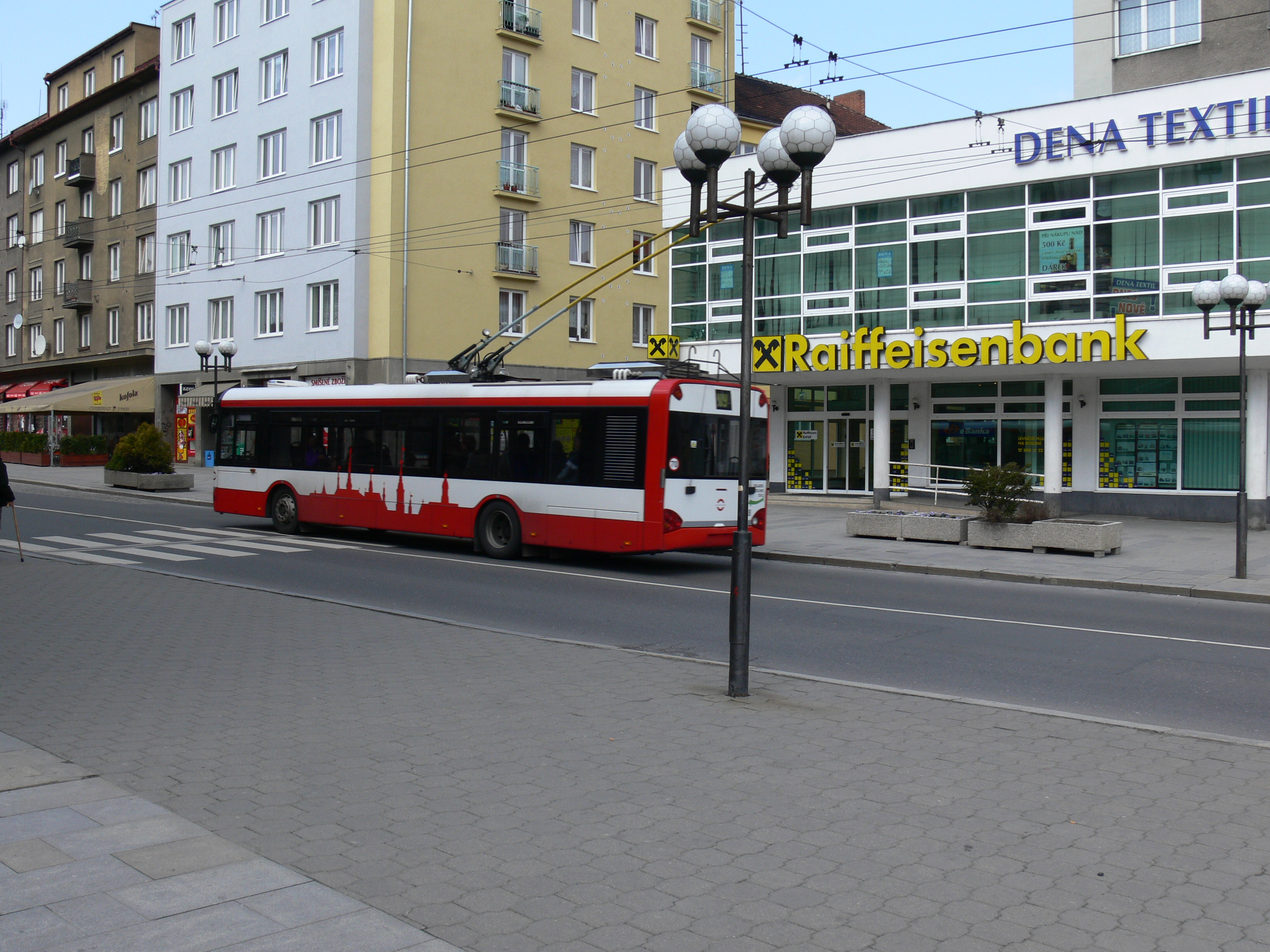
Trolejbus na Górnym Rynku (Horní náměstí)

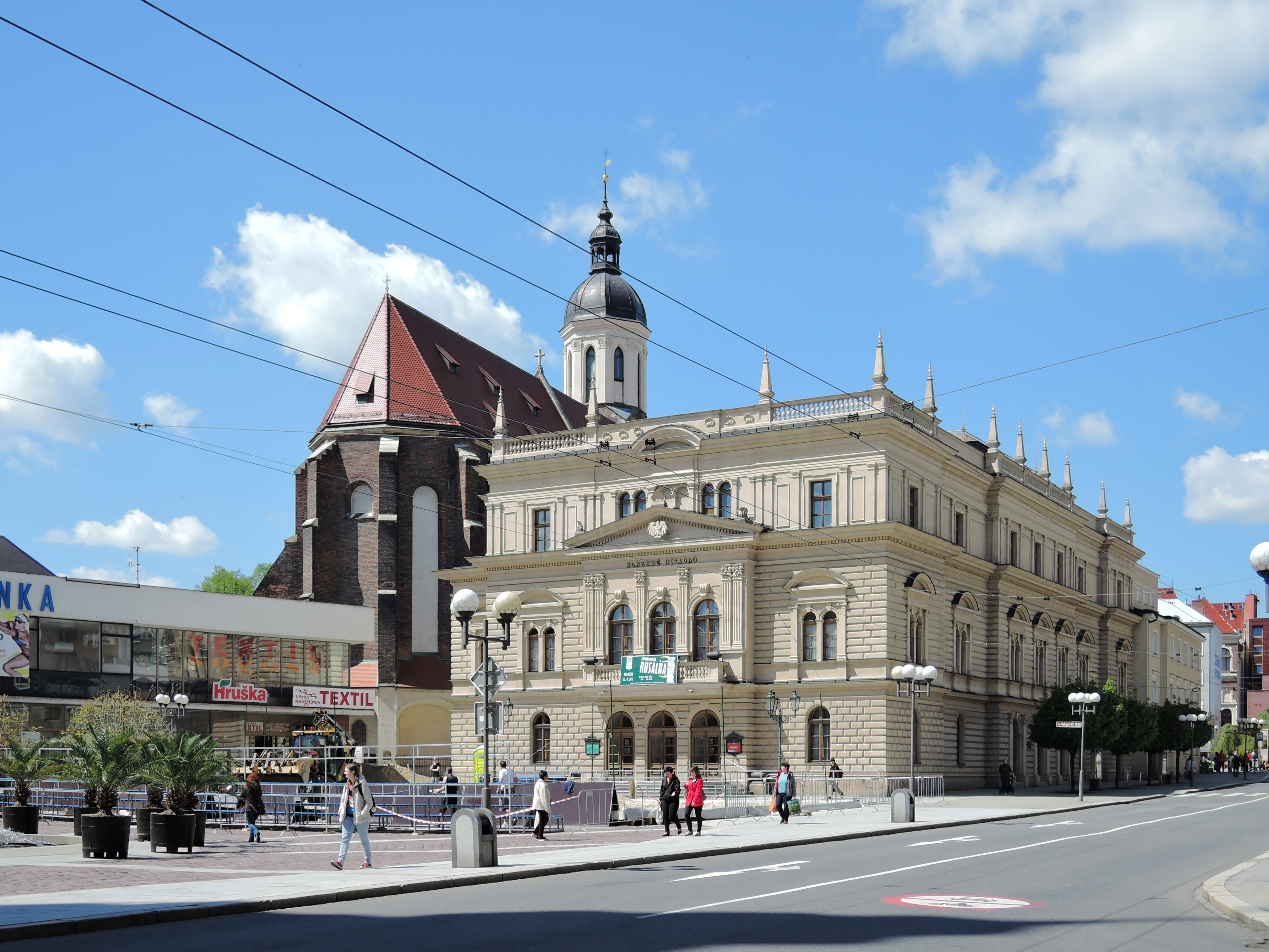
Górny Rynek w Opawie. Widoczny gmach Teatru Śląskiego z 1805 r. i Konkatedra pw. Wniebowzięcia NMP z 2. poł. XIV w.

Tramwaje zaczęły kursować w Opawie w 1905 roku. Od głównej linii, łączącej Dworzec Wschodni (Východní nádraží) i szpital, odłączały się dwie linie boczne – do Parku Miejskiego (Městské sady) oraz do Katarzynek. Linie były przedłużane w latach 1912 i 1948. W roku 1950 podjęto decyzję o zastąpieniu tramwajów trolejbusami. Ostatnią linię tramwajową zlikwidowano 6 lat później.
Trolejbusy, które zastąpiły komunikację tramwajową, po raz pierwszy wyjechały na trasę w roku 1952. Ich sieć stopniowo rozbudowywano. W latach 70. i 80., w związku z remontami ulic, ruch trolejbusów na niektórych odcinkach był zawieszony. W 2002 roku dokończono budowę nowej zajezdni w Kileszowicach, która pozwoliła na opuszczenie poprzedniej, przeznaczonej pierwotnie dla tramwajów. Obecnie (2010) trolejbusy obsługują 11 linii, o numerach 201-210 oraz 221. W czerwcu 2010 roku miasto posiadało około 35 trolejbusów.
Miejska komunikacja autobusowa funkcjonuje w Opawie od 1941 roku. Linie mają numery 211–230 (ok. 14 linii; numery licencji 905211 - 905230). Przewoźnikiem jest Miejskie Przedsiębiorstwo Komunikacyjne Opawa SA (Městský dopravní podnik Opava, a. s.), które funkcjonuje w ramach Ostrawskiego Zintegrowanego Systemu Komunikacji (ODIS, Ostravský dopravní integrovaný systém). Nieregularność w numeracji linii stanowi linia nr 221, na której autobusy zastąpiono trolejbusami z pomocniczym agregatem. Linie 228 i 229 są liniami nocnymi, linia 230 obsługuje dwa warianty okrężnej trasy do CH Tesco. W Opawie eksploatowanych jest 36 autobusów miejskich (2008). Końcem lat 90. można było na liniach miejskich spotkać dwa mikrobusy Mercedes Benz, które są w posiadaniu przedsiębiorstwa komunikacyjnego (2008).

### Przejścia graniczne
- Opava - Pilszcz
- Opawa - Pilszcz (kolejowe)
- Drżkovice - Dierżkowice

## Zabytki

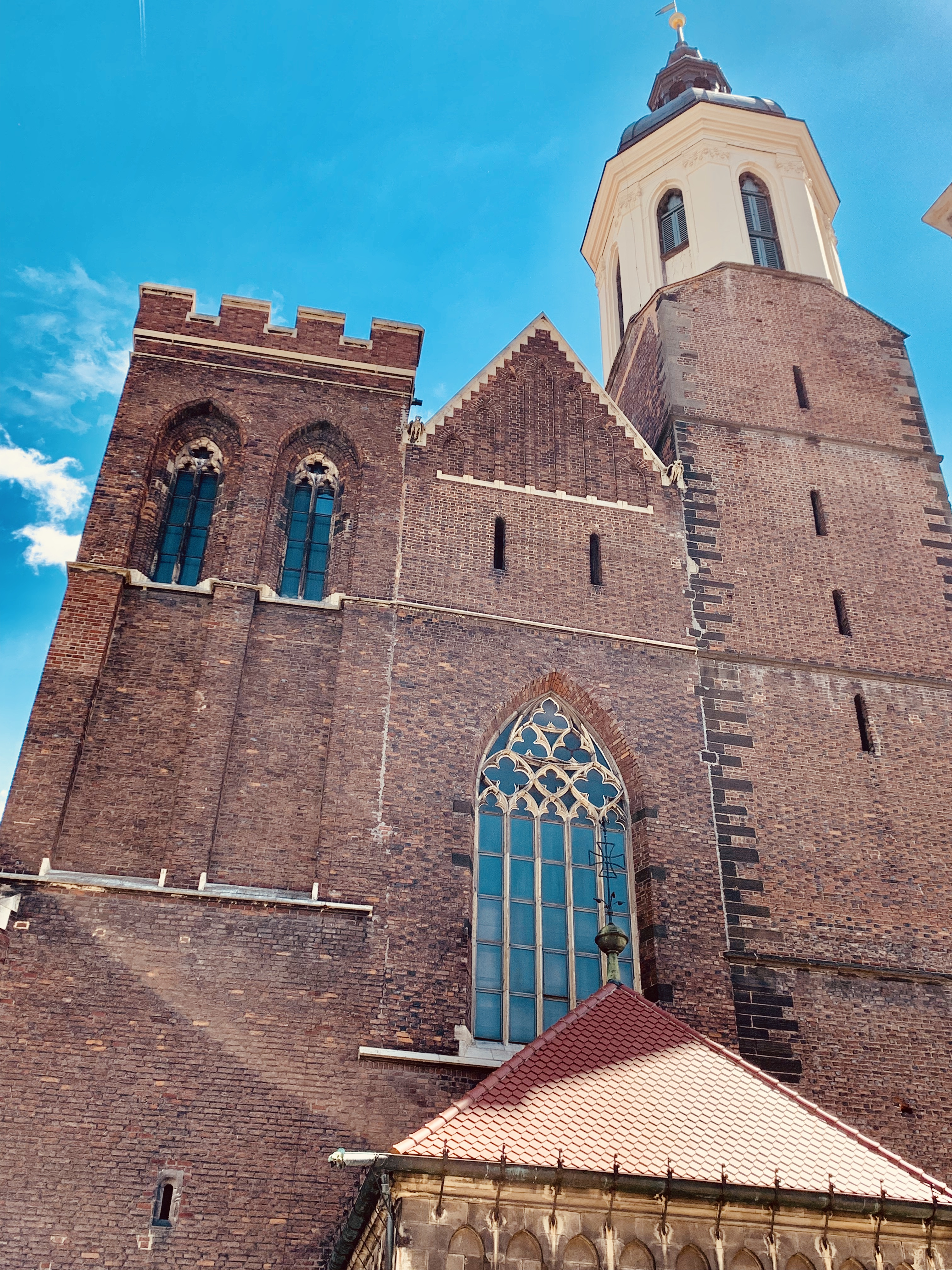
Konkatedra pw. Wniebowzięcia Najświętszej Maryi Panny

- Klasztor podominikański założony w 1291 r. W XVIII w. zbarokizowany.
- Kościół św. Ducha, wybudowany przed 1269 r. W XVIII w. zbarokizowany. W jego krypcie zostali złożeni książęta opawscy z dynastii Przemyślidów. Przypuszcza się, że w 1636 roku został w nim pochowany polski alchemik Michał Sędziwój[potrzebny przypis].
- klasztor i kościół franciszkanów z lat 1328-1369, zbarokizowany w XVIII w.
- Gotycka Konkatedra Wniebowzięcia NMP z 2. poł. XIV w.
- Kaplica św. Krzyża (zwana szwedzką) z roku 1394 (w dzielnicy Katarzynki).
- Renesansowa wieża tzw. Hláska z 1618 r. W latach 1902–1903 została wkomponowana w neorenesansowy gmach i dziś stanowi siedzibę urzędu miejskiego.
- Kamienice staromiejskie, np. XIII-wieczny Dom pod Białym Konikiem przy Dolní náměstí 115/4, na przełomie XV i XVI wieku przebudowany w stylu renesansowym,
- Barokowy pojezuicki kościół św. Wojciecha z lat 1676-1681 do którego przylega budynek dawnego kolegium jezuickiego (dziś siedziba Archiwum Ziemskiego)
- Barokowa cerkiew św. Elżbiety z 1634,
- Barokowe pałace miejskie:
  - Pałac Sobków w Opawie
  - Pałac Blücherów w Opawie z XVIII w.
- Neorenesansowy gmach Teatru Śląskiego z lat 1882-1883 (Teatr założono w 1805).
- Neorenesansowy gmach Śląskiego Muzeum Ziemskiego z lat 1893-1895.
- Dom handlowy Breda z lat 1927-1928 autorstwa Leopolda Bauera.
- Funkcjonalistyczny kościół św. Jadwigi z lat 1933-1938, również projektu Leopolda Bauera.
- Budynek sądu rejonowego z 1887 roku zaprojektowany przez Ernsta Swobodę[10].

## Oświata i nauka
Opawa należała już w średniowieczu do miast, w których szkolnictwo było stosunkowo dobrze rozwinięte. Już w drugiej połowie XIV wieku kroniki wspominają o istnieniu tam szkół. Kolejnym ważnym dla opawskiego szkolnictwa wydarzeniem było założenie przez Albrechta von Waldsteina na przełomie XVI i XVII wieku kolegium jezuickiego, z którym związany był np. znany historyk Bohuslav Balbín. Łacińskie kolegium jezuickie zostało następnie przekształcone w niemieckie gimnazjum w Troppau (jak wtedy nazywała się Opawa).
Pierwszą szkołą wyższą Opawy była Szkoła Kształcenia Nauczycielskiego (Lehrerbildungsanstalt), działająca od końca XVIII wieku w ówczesnej stolicy austriackiego Śląska. Z tym okresem wiąże się również początek opawskiego teatru miejskiego i Muzeum Ziemi Śląskiej, dziś najstarszego muzeum w Czechach. W 1883 r. Czeski Związek Kulturalny Matice opavská założył czeskie gimnazjum w Opawie, które stało się dla Czechów ze Śląska i pobliskich Moraw ważnym centrum kształcenia średniego.
W 1867 zreorganizowano Szkołę Kształcenia Nauczycielskiego, a w 1870 założono dodatkowo żeńską Szkołę Kształcenia Nauczycielskiego, którą 1920 połączono z Niemiecką Szkołą Nauczycielską. Szkoła ta zakończyła działanie w 1945, wraz z końcem wojny i wypędzeniem Niemców.
W 1953 r. Szkoła Kształcenia Nauczycielskiego wznowiła działalność jako Wyższa Szkoła Kształcenia Nauczycielskiego, w latach 60. została ona przeniesiona do Ostrawy. Jednocześnie przeniesiono kilka wydziałów Ostrawskiego Uniwersytetu do Opawy.
9 lipca 1991 po uporczywych staraniach miasta Opawy czeski rząd wydał rozporządzenie o powstaniu Uniwersytetu Śląskiego z siedzibą w Opawie, które weszło w życie 28 września 1991. W ramach uniwersytetu działa znany w całej Europie Instytut Fotografii Kreatywnej, który wykształcił wielu wybitnych i uznanych na świecie fotografów oraz laureatów prestiżowych nagród.

## Sport i rekreacja
Miasto jest siedzibą klubu SFC Opava, który swoje mecze rozgrywa na Stadionie Miejskim i klubu hokejowego HC Slezan Opava. W mieście działa także klub softballowo baseballowy SK Hit Opava

## Gospodarka
W mieście rozwinął się przemysł maszynowy, materiałów budowlanych, papierniczy, spożywczy, farmaceutyczny oraz włókienniczy.

## Osoby związane z Opawą
- Amandus Polanus von Polansdorf – teolog reformowany (1561–1610)
- Petr Bezruč
- Stefan Błachowski
- Zuzana Ondrášková – czeska tenisistka
- Marcin z Opawy
- Johann Palisa
- Rudolf Prich – generał dywizji Wojska Polskiego, ur. 6 sierpnia 1881 w Opawie
- Joy Adamson
- Eduard von Böhm-Ermolli – austriacki, czeski i niemiecki generał.
- Karol Skórkowski – biskup krakowski
- Karl Kuttler - organmistrz (budowniczy organów piszczałkowych)